# L'ultima stella a destra della luna
L'ultima stella a destra della luna è una storia per bambini e il primo scritto di Silvana De Mari, pubblicato da Salani al n° 155 della collana Gl'Istrici.

## Edizioni
- Silvana De Mari, L'ultima stella a destra della luna, illustrazioni di Silvia Vignale, Collana "Gl'Istrici", Milano, Salani, 2000,  p. 104, ISBN 88-7782-997-4.